# منوچهر افشار
منوچهر افشار از سیاستمداران ایرانی بود، که در دوره‌  بیستم بعنوان نماینده ماه‌نشان در مجلس شورای ملی حضور داشت.